# Músculo vasto lateral
El músculo vasto lateral o vasto externo es una porción del músculo cuádriceps. Aplicado a la diáfisis del fémur, se inserta:
- Por una lámina tendinosa, en el borde anterior e inferior del trocánter mayor.
- En la rama lateral de trifurcación de la línea áspera.
- En los dos tercios superiores del labio lateral de la línea áspera.
- En la parte superior y anterolateral de la diáfisis femoral (ver fémur) y en el tabique intermuscular lateral.

## Trayecto
El vasto lateral nace de una amplia aponeurosis que se inserta en la línea intertrocantérica, a los bordes anterior e inferior del trocánter mayor del fémur, al labio externo de la tuberosidad glútea y a la mitad superior y externa de la línea áspera. Unas fibras nacen del tendón del glúteo mayor y del tabique intermuscular externo justo entre el vasto externo y la porción corta del bíceps femoral.
Las fibras forman una masa fuerte unida a una fuerte aponeurosis que acompaña al músculo unos 3/4 de su extensión y, de hecho, de la profunda superficie de la aponeurosis nacen muchas de las fibras del mismo músculo. En la porción distal del músculo, la aponeurosis se contrae y las fibras terminan en un tendón que va a parar al borde lateral de la rótula fusionándose con los tendones del resto del cuádriceps, contribuyendo también con una expansión de la cápsula que cubre la articulación de la rodilla.

## Irrigación e inervación
La irrigación sanguínea del vasto lateral la proveen ramas de la arteria femoral, la cual es continuación de la arteria ilíaca externa. La inervación del músculo está dada por fibras del nervio femoral, el cual lleva fibras de los nervios L2-L4.

## Acciones
La contracción del vasto lateral estabiliza la articulación de la rodilla y causa la extensión de la rodilla, es decir, aleja la pierna de la nalga. Las otras porciones del músculo cuádriceps crural son agonistas en las funciones del vasto lateral. Los músculos isquiotibiales son antagonistas de las funciones del vasto lateral.

## Imágenes adicionales

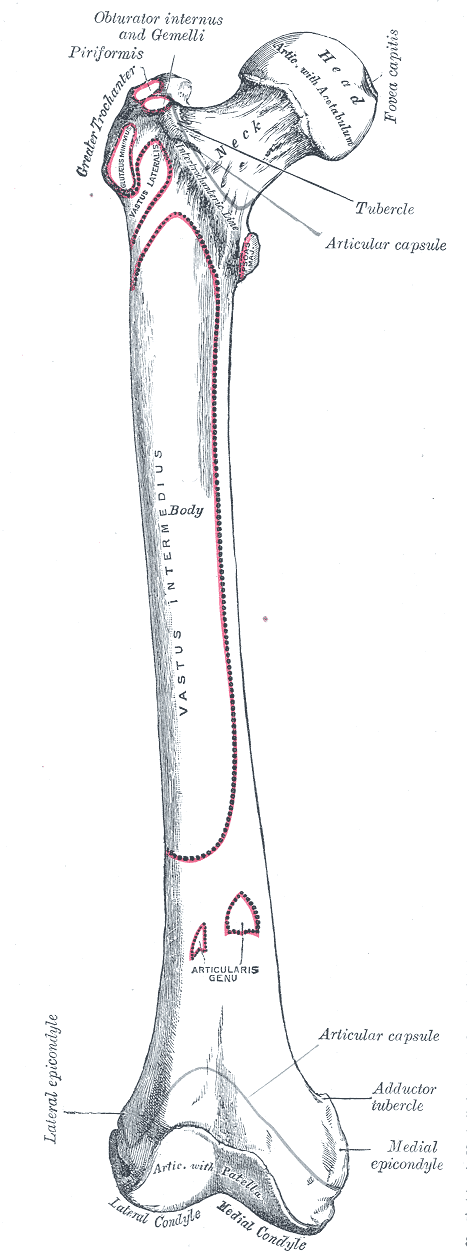
Superficie anterior del fémur derecho.
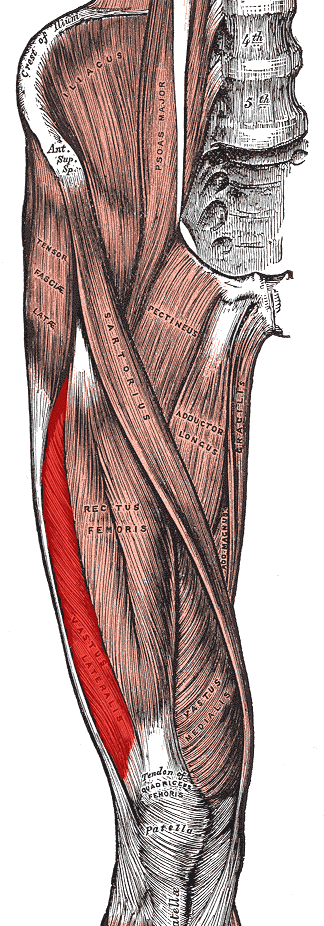
Músculos de las regiones ilíacas y femoral anterior.
Corte transversal del muslo.
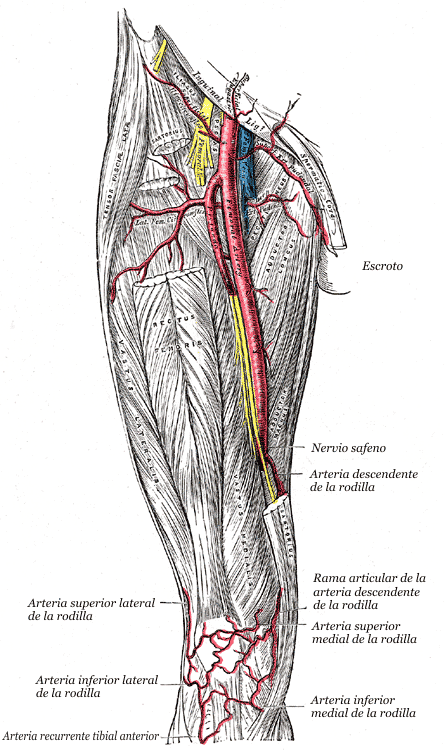
Arteria femoral y su relación con los músculos del cuádriceps.